# 사고 실험
사고 실험(思考實驗; 독일어: gedanken experiment 게당켄엑스페리멘트[*], 영어: thought experiment 소트 익스페리먼트[*])은 사물의 실체나 개념을 이해하기 위해 가상의 시나리오를 이용하는 것이다. 가상의 시나리오가 어떻게 동작할지 생각하는 선험적(라틴어: a priori) 방법이므로 관찰이나 실험을 통한 경험적(empirical) 방법과 대비된다. 사고 실험이라는 용어는 독일어에서 유래하였고, 이 용어는 에른스트 마흐가 만들었다.
사고 실험은 철학과 물리학이외에 많은 분야에서 사용한다. 기록으로 남은 가장 오래된 사고 실험은 고대 그리스 시대 소크라테스 이전의 철학자들이 철학과 관련된 문제에 최초로 사용한 것으로 알려졌다. 물리학등의 분야에서는 19세기와 20세기에 유명한 사고 실험이 있었다. 물론 갈릴레오 갈릴레이의 사고 실험과 같이 이보다 훨씬 앞선 물리학 분야의 사고 실험도 있었다.

## 철학의 사고 실험
어떤 상황을 가정하고, 그 상황 속에서 특정 주체가 어떻게 행동하는지에 대해 기술하는 방식. 잘 알려진 존 롤즈의 정의론에 등장하는 근본적 위치(original position)라는 사고 실험이 좋은 사례가 될 수 있다. 롤즈는 이 사고 실험에서 어떠한 사회적 정치적 결사에도 속해있지 않고 자신이 어떠한 존재인지 전혀 알지 못하는 상황 하에서 행동하게 되는 경우 행위자가 취하는 태도는 가장 일반적인 정의로운 행위가 된다는 결론을 내린 바 있다. 이에 따라 그는 정의의 원칙을 수립할 때 무지의 베일 뒤에 있는 근본적 위치를 이용해야만 한다고 역설한다. 이렇게 철학자들은 자신이 말하고 싶은 것을 위해 사고 실험을 활용하는 것이다. 이러한 사고 실험의 진행은 개념의 명확한 정의와 개념간의 관계의 명확한 정의 없이는 이뤄질 수 없다. 이러한 방식은 개념을 다루는 학문에서 매우 보편적인 방식이며, 따라서 철학에서도 이것은 매우 핵심적인 사유의 진행 방식이다.
한편으로는 이미 명확하게 형성된 개념을 가지고 사고 실험을 진행하는 개념적 학의 경우와는 다르게, 경험적 결과가 추가되어야 하는 분야에서는 이러한 사고 실험이 선험적인(사실상 이 맥락에서는 근거없는) 것에 의지하는 것에 불과하다는 경험과학자들의 비판이 가능하다.
철학에서 사고 실험은 대개 사고 실험의 장으로 마련된 범주 안에 존재하는 어떤 방법에 대한 직관적 반응에서 어떠한 진리를 끌어내려는 의도를 가지고 만들어진 시나리오로 표상된다(철학자는 아마도 그가 바라는 직관적인 결과를 보완하는 이론적인 추론 과정을 거쳐서 그의 사고 실험을 보충할 것이다). 그 시나리오는 대개 특정한 철학적 개념을 대상으로 삼아 만들어졌을 것이다. 도덕성이나, 마음의 본성, 또는 언어적 지시 대상 같은 것들 말이다. 만들어진 시나리오에 대한 직관적 결과들은 주어진 모든 시나리오 안에서 그 개념의 본성에 대해 우리에게 알려줄 것이다. 진실인지 아니면 상상된 것인지 말이다.
예를 들어, 사고 실험이 어떤 주체가 다른 사람의 이익을 위해 무고한 사람을 의도적으로 죽인 상황을 표상한다고 가정해 보자. 이 실험은 이 행동이 도덕적인지 아닌지에 대한 질문이기도 하지만 더 넓게는 도덕성이 단지 행위의 결과에 의해서만 정의되는 도덕 이론이 올바른가에 대한 질문이다. 존 설(John Searle)은 중국어로 쓰여진 문장을 문이 잠긴 방 안에서 받아보고는 고도로 복잡한 안내서의 지시에 따라 다시 중국어로 씌인 문장을 돌려주는 사람을 가정해 보았다. 이 실험은 실험 대상이 중국어를 이해하느냐 못하느냐이기도 하지만 또 더 넓게는 기능주의적 사고에 대한 이론이 맞는지에 대한 것이기도 하다.
사고 실험의 결과를 도출해 내는 직관에 대해서는 보편적인 동의가 일반적으로 기대된다(따라서, 그 또는 그녀의 사고 실험을 평가할 때 철학자는 “우리가 말해야만 하는 것”을 표현할 것이다). "대부분"의 성공적인 사고 실험은 일반적으로 공유되는 직관을 사용한다. 하지만 철학자들은 시나리오에 작동하는 그들의 직관을 일반적인 것과는 다르게 만들 때도 있다.
사고 실험 안에서 표상되는 시나리오는 어떤 특정 시각 안에서 가능한 것이어야만 한다. 많은 사고 실험 내의 시나리오는 자연의 법칙에 따라 가능하거나 법칙론적으로 가능한 일이어야 한다. 존 설의 중국어 방 실험은 법칙론적으로 가능하다. 어떤 사고 실험은 법칙론적으로 불가능한 시나리오를 표상하기도 한다. 그의 쌍둥이 지구 사고 실험에서, 힐러리 퍼트남(Hilary Putnam)은 우리에게 모든 관찰가능한 특성(맛, 색, 비등점 등)이 물과 동일하지만 화학적으로는 물과 다른 물질이 존재한다는 시나리오를 가정해 볼 것을 주문한다. 이것은 다른 시각(형이상학적 가능성과 같은 시각 말이다)에서는 가능할 이 사고 실험이 법칙론적으로 불가능함을 논증해준다. 사고 실험의 물리적 불가능성이 이것의 뒷받침된 직관적 결과를 반박하거나 그렇지 않다는 것은 논쟁될 만한 것이다.
다른 형태로 상상된 시나리오의 사용 또한 사고 실험으로 논쟁할 만한 것이다. 한 가지 시나리오의 사용에서, 우리는 특정한 상황(우리들의 것일 수도 있다) 속에 있는 사람을 상상할 수 있고 그가 무엇을 해야만 하는지 물을 수 있다. 존 롤즈는 그들이 처한 상황이나 그가 속한 어떤 만들어진 사회적 또는 정치적 조직에 대해서 아무것도 알지 못하는 상황에 처한 사람들의 그룹을 생각해 보라고 우리에게 제안했다. 토머스 홉스나 존 로크에 의한 다양한 자연상태의 쓰임 역시 사고 실험으로 간주될 만한 것들이다.
철학 내에서 사고 실험의 쓰임은 일부 철학자들, 특히 사고의 철학을 하는 철학자들에 의해 비판 받아 왔다. 대니얼 데닛(Daniel Dennett)은 ‘직관적 펌프’라는 아주 우스꽝스러운 사고 실험을 언급한다. 한 비판은 어떤 과학소설 같은 사고 실험은 명확한 직관을 산출해 내는 것이 너무 거칠다는 점이나, 모든 귀착된(resulting) 직관은 실제 세계에 존재하는 것이 불가능하다는 점을 지적한다. 다른 비판은 철학자들이 마음에 대한 이슈와 같은 경험과학이 주된 탐구의 방법이 되어야 하는 지점에서 사고 실험(그리고 다른 선험적 방법)을 사용할 때에 대해 가해진다.

## 물리학의 사고 실험
물리학에서는 자연에 대한 선험적인 지식을 얻기 위해 사고 실험을 이용한다.

## 유명한 사고 실험

### 물리학
- Brownian ratchet (열역학 제2법칙을 위반하지 않는 리처드 파인만의 "영구 운동" 기관)
- Casimir cones (Basis for almost perpetual motion machine fueled by entropy)
- 갈릴레오의 배 (고전 상대성 이론) 1632
- GHZ experiment (양자역학)
- EPR 역설 (양자역학) (실제로 실험이 이루어졌음)
- 맥스웰의 도깨비 (열역학) 1871
- Plato's theory of refraction (optics)
- Quantum suicide (양자역학)
- 슈뢰딩거의 고양이 (양자역학)
- 쌍둥이 역설 (특수상대성이론)
- Wigner's friend (양자역학)
- Wittgenstein's rod (engineering mechanics)- an exercise in visualization
- Bucket argument- argues that space is absolute, not relational

### 철학
- Brain-in-a-vat (epistemology)
- Changing places (reflexive monism, philosophy of mind)
- 중국뇌 (physicalism, philosophy of mind)
- 중국어 방 (philosophy of mind, 인공지능, 인지과학)
- Coherence (philosophical gambling strategy)
- 철학자들의 만찬 문제 (전산학)
- God's Debris (religion and awareness)
- 힐러리 퍼트남's 쌍둥이 지구 사고 실험 in the philosophy of language
- Mary's room (philosophy of mind)
- 원초적 입장 (정치학, 윤리학)
- 사회계약
- 테세우스의 배 (concept of identity)
- 가상현실 (philosophy, computer science, cognitive science)
- Swamp man (personal identity)
- 광차 문제 (윤리학)
- 제논의 역설 (classical Greek problems of the infinite)

### 수학
- Ping-pong ball conundrum (infinity and cardinality)
- Gabriel's Horn ('You can fill my horn, but not paint it')

### 같이 보기
- Braitenberg vehicles (robotics, neural control and sensing systems) (some have actually been built)
- 인류 종말 논법 (인간 중심 원리)
- 무한 원숭이 정리 (확률, 무한)
- 정지 문제 (계산가능성의 한계)
- 튜링 기계 (계산가능성의 한계)